# Minolta 110 Zoom SLR Mark II

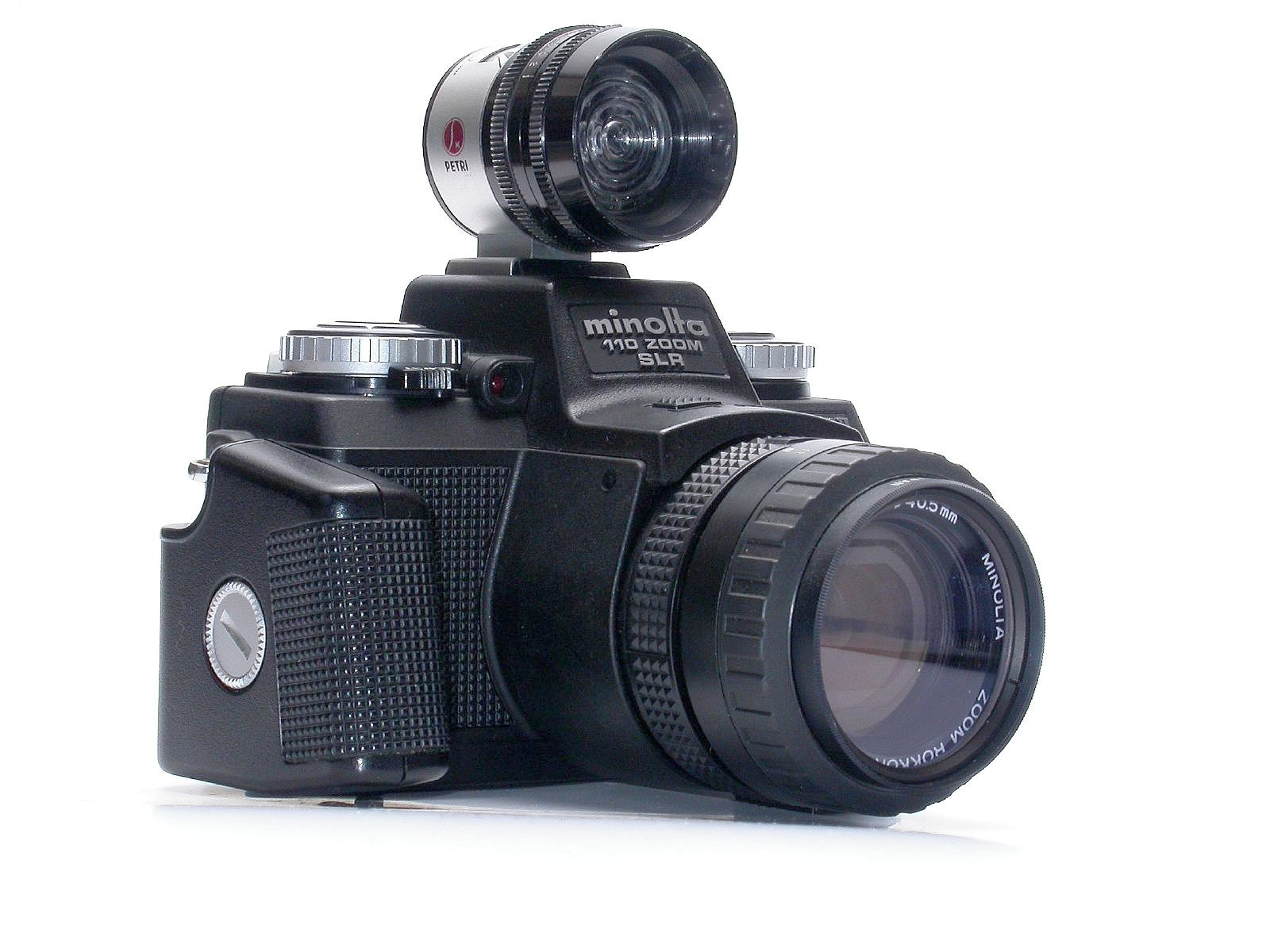
Minolta 110 Zoom SLR Mark II

Die Minolta 110 Zoom SLR Mark II (auch Minolta 110 Zoom SLR Mk II) ist eine analoge Spiegelreflexkamera des japanischen Kameraherstellers Minolta aus dem Jahr 1979. Die Kamera war das zweite und letzte SLR-Modell von Minolta für den Pocket-Kassettenfilm.

## Daten
Die Minolta 110 Zoom SLR Mark II ist eine einäugige Spiegelreflexkamera, sie misst etwa 120 × 78 × 105 Millimeter und wiegt ca. 500 Gramm. Das fest montierte Zoom-Rokkor-Macro-Objektiv hat einen Zoombereich von 25 bis 67 mm mit einer Blendenzahl von 3,5 und besteht aus 12 Elementen in 10 Gruppen. Die Belichtungsautomatik verarbeitet Zeiten zwischen 1/4 und 1/1000 Sekunde, zudem gibt es eine manuelle Einstellung mit 1/125 Sekunde Belichtungszeit sowie eine Option für Langzeitbelichtungen. Der Sucher ist ein Pentaprismensucher mit Schnittbildindikator und einer Belichtungsanzeige. An der Oberseite hat die Kamera einen Hot shoe für die Blitzsynchronisation verbaut.
Als Zubehör für die Kamera bot Minolta einen anschraubbaren Handgriff an, der allerdings keine technische Funktion hatte, sondern lediglich einem besseren Handling diente. An den Sucher können Zubehörteile der „normalen“ Minolta-Spiegelreflexkameras montiert werden, da der Halterahmen identisch ist.

## Geschichte
Nachdem Kodak 1972 den Pocketfilm vorgestellt hatte und damit die Erfolgsgeschichte seines Instamatic-Systems fortsetzen konnte, brachte Minolta 1976 die Minolta 110 Zoom SLR auf den Markt, die weltweit erste Spiegelreflexkamera, die den Pocketfilm nutzte. Auffälligstes Merkmal dieser Kamera war ihr futuristisches Design. Pentax veröffentlichte 1978 mit der Pentax Auto 110 als zweiter Hersteller eine Spiegelreflexkamera für den Pocketfilm, deren Design an „klassische“ Spiegelreflexkameras angelehnt war. Im Zuge dessen überarbeitete Minolta die 110 Zoom SLR und präsentierte 1979 die Minolta 110 Zoom SLR Mark II, bei welcher das futuristische Design verworfen wurde. Die Mark II bekam das Aussehen einer typischen Spiegelreflexkamera, war nur entsprechend kleiner.